# Шън Цунуън
Шън Цунуън (на китайски: 沈从文) е китайски писател, един от основателите на китайския модернизъм в литературата.

## Биография
Шън Цунуън е роден през 1902 г., като родното му име е Шен Уехаун. Роден е в китайския град Туоянг във Фенгунанг, Хунан. Шен е познат с високия си интелект и богатите спомени от детството, които описва в някои от разказите си. Той е бил четвъртото от девет деца. Напуска родния си град когато е на петнадесет години и става член на режима в Йъншуй. Включва се в китайските войски и при обсадата на Китай, той заминава за река Йъншуй. Живее с войници, селяни и хора от различни класи. През 1923 година пристига в Пекин и следва в Пекинския университет. Конгвег се сближава с писателя Динг Линг.
Конгвен умира през 1988 г. от инфаркт.

## Творчество
Освен свои творби и статии, Шен превежда редица книги, със своите лингвистични умения.
- Biancheng (Граничния град) (1934)[3]
- Chang He (Дългата река)
- Xiaoxiao (1929)